# 箭頭寶螺
箭頭寶螺（学名：Cypraea ziczac）为寶螺科寶螺屬下的一个种。